# キング開
キング開（きんぐ　かい、Kai King、2000年2月29日 - ）は、日本の神奈川県横浜市出身のバスケットボール選手。ポジションはポイントガード。184cm、83kg。

## 来歴

### アマチュア選手時代
磯子小から岡村中に進学。中学生時代はジュニアユースチーム 横浜ビー・コルセアーズU15男子に所属した。アレセイア湘南高に進学、高校3年生の時にインターハイに出場した。高校の部活の引退後は、ユースチーム　横浜ビー・コルセアーズU18男子に2017年9月から2018年2月まで所属した。
大学は専修大学に進学し、大学2年の時にU-22 日本代表候補に選出された。専修大学3年の2021年1月11日に、横浜ビー・コルセアーズとの特別指定選手契約(アマチュア契約）が発表された。3月12日に特別指定選手としての活動を終了した。2020-21シーズンは、6試合に出場。一試合平均で8.5分の出場、3.7得点、1.0アシスト、0.8リバウンドを記録した。
専修大学4年時にはチームキャプテンを務め、第70回関東大学バスケットボール選手権大会で得点王、第97回関東大学バスケットボールリーグ戦で優秀選手に選出された。学生最後の大会である、第73回全日本大学バスケットボール選手権大会ではチームを4位に導き、自身も優秀選手に選ばれた。
全日本大学バスケットボール選手権大会後の2021年12月20日に横浜ビー・コルセアーズとの2021-22シーズン選手契約が発表された。加入から間もない2022年1月8日に新型コロナウイルス感染症の陽性判定を受けチーム活動から離脱、隔離期間を経てチームに復帰した。
2022年3月に専修大学を卒業した。
2021-22シーズンは、シーズン中に新型コロナウイルス感染での離脱もありながらチームの戦力として貢献。35試合に出場(0先発)、１試合平均で15.4分出場、4.8得点、0.7アシスト、0.3スティールを記録した。

## 人物

### バスケットボールプレイヤーとしての特徴
- 自己評価での自分の武器はドライブと身体能力[9]
- これから伸ばしていきたいスキルは3Pシュート[9]

### その他
- 日本人とアメリカ人のハーフ[10]。
- 背番号1が好き、次に好きな番号は23[9]
- 一緒にプレーしたい選手はデリック・ローズ[9]
- 座右の銘は「King Strong(キングのメンタリティーを持つ、キング家の家訓)」[9]
- 好きな映画はベストキッド[9]
- 好きな食べ物は味噌カツ、苦手な食べ物は茄子。[9]
- 初恋は幼稚園の同級生、恋人に作ってもらいたい料理はスペアリブ。[9]
- 自分の性格を一言で言うと、フレンドリー。[9]
- 得意料理はブラウニー[9]
- 飼いたいペットは犬（チワワかボーダーコリー）と猿[9]
- 勝負飯はスニッカーズ[9]
- 使っているバスケットシューズはadidas[9]
- 横浜ビー・コルセアーズの選手紹介

2020-21 ｢カイから始まるepoch-making! 豪快　航海　せんのかい すんのかい｣
2021-22 ｢海賊王子はKING KAI　薔薇を抱きしめKING NIGHT｣

## ギャラリー

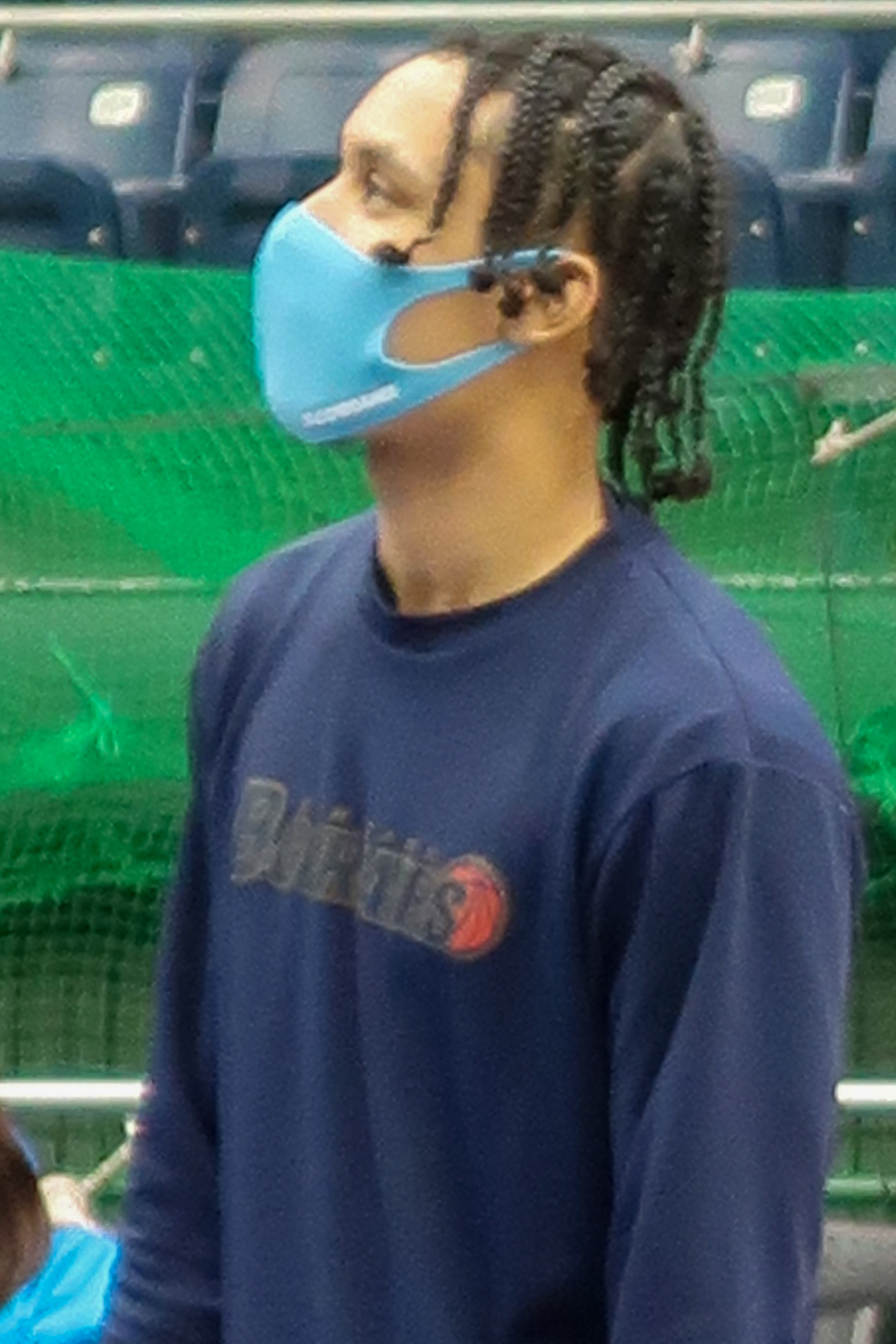
2021-01-03